# Polinomio todo en uno
Un polinomio todo en uno[cita requerida] (AOP, all one polynomial) es un polinomio usado en cuerpos finitos, específicamente GF(2), el cuerpo finito de dos elementos. El AOP es un 1-polinomio igualmente espaciado.
Un AOP de grado m tiene todos los términos del {\displaystyle x^{m}} al {\displaystyle x^{0}} con coeficientes 1, y puede escribirse:
{\displaystyle AOP(x)=\sum _{i=0}^{m}x^{i}}
{\displaystyle AOP(x)=x^{m}+x^{m-1}+\cdots +x+1}
{\displaystyle AOP_{m}(x)={\frac {x^{m+1}-1}{x-1}}}
Así, las raíces de polinomios todo en uno son todas raíces de la unidad.

## Propiedades
Sobre GF(2), el AOP posee varias propiedades interesantes, incluyendo:
- La distancia de Hamming del AOP es m + 1
- El AOP es irreducible si y sólo si m + 1 es primo y 2 es una raíz primitiva módulo m + 1
- El único AOP que es un polinomio primitivo es x2 + x + 1.

A pesar de que la distancia de Hamming sea grande, debido a la fácil representación y otras mejoras, existen implementaciones eficientes en áreas tales como teoría de códigos y en criptografía.
Sobre {\displaystyle \mathbb {Q} }, el AOP es irreducible cuando m + 1 es primo p, y por ende en esos casos, el p-ésimo polinomio ciclotómico.
- Datos: Q4730075